# 伊隆河畔维尔
伊隆河畔维尔（法語：Ville-sur-Illon）是法国洛林大区孚日省的一个市镇，属于埃皮纳勒区和达尔内县。该市镇2009年时的人口为558人。

## 人口
伊隆河畔维尔人口变化图示
| 数据来源：INSEE |